# Панонија Секунда
Панонија Секунда или Панонија Друга (лат. Pannonia Secunda) је била провинција у оквиру позног Римског царства. Настала је поделом провинције Доње Паноније на северни (Панонија Валерија) и јужни део (Панонија Секунда). Формирана је око 296. године, током владавине цара Диоклецијана, (284-305). Припадала је Дијецези Панонији. Тешко је опустошена средином 5. века од стране Хуна. Главни град провинције био је Сирмијум, данашња Сремска Митровица. Обухватала је делове данашњих држава Србије, Хрватске и Босне и Херцеговине.

## Историја
Крајем 4. века, у ову провинцију и суседне области Паноније пристигли су Визиготи, али царска власт је на тим просторима делимично опстала све до 441. године, када су Сирмијум освојили и разорили Хуни. То подручје је током наредних деценија било под влашћу Острогота и Гепида, који су водили међусобне ратове око Сирмијума. Под царском влашћу остао је само најисточнији део провинције, око града Басијане. Остатак области је под византијску власт враћен 535. године, али је већ 536. године у целини изгубљена, услед освајања од стране Гепида. Подручје је под царску власт враћено 567. године и организовано као византијска провинција Панонија, која је постојала све до 582. године, када је освојена од стране Авара и Словена.

## Градови
Поред Сирмијума, значајнији градови у провинцији Панонија Секунда били су:
- Мурса (Mursa) (данашњи Осијек),
- Цертиса (Certissa) (данашње Ђаково),
- Марсонија (Marsonia) (данашњи Славонски Брод),
- Цибале (Cibalae) (данашњи Винковци),
- Басијана (Bassianae) (данашњи Доњи Петровци),
- Кукциј (Cuccium) (данашњи Илок),
- Салде (Saldae) (данашње Брчко) и
- Теутобургиј (Teutoburgium) (данашњи Даљ).